# Naturschutzgebiet Ramper Moor
Koordinaten: 53° 41′ 24,4″ N, 11° 27′ 50,9″ O

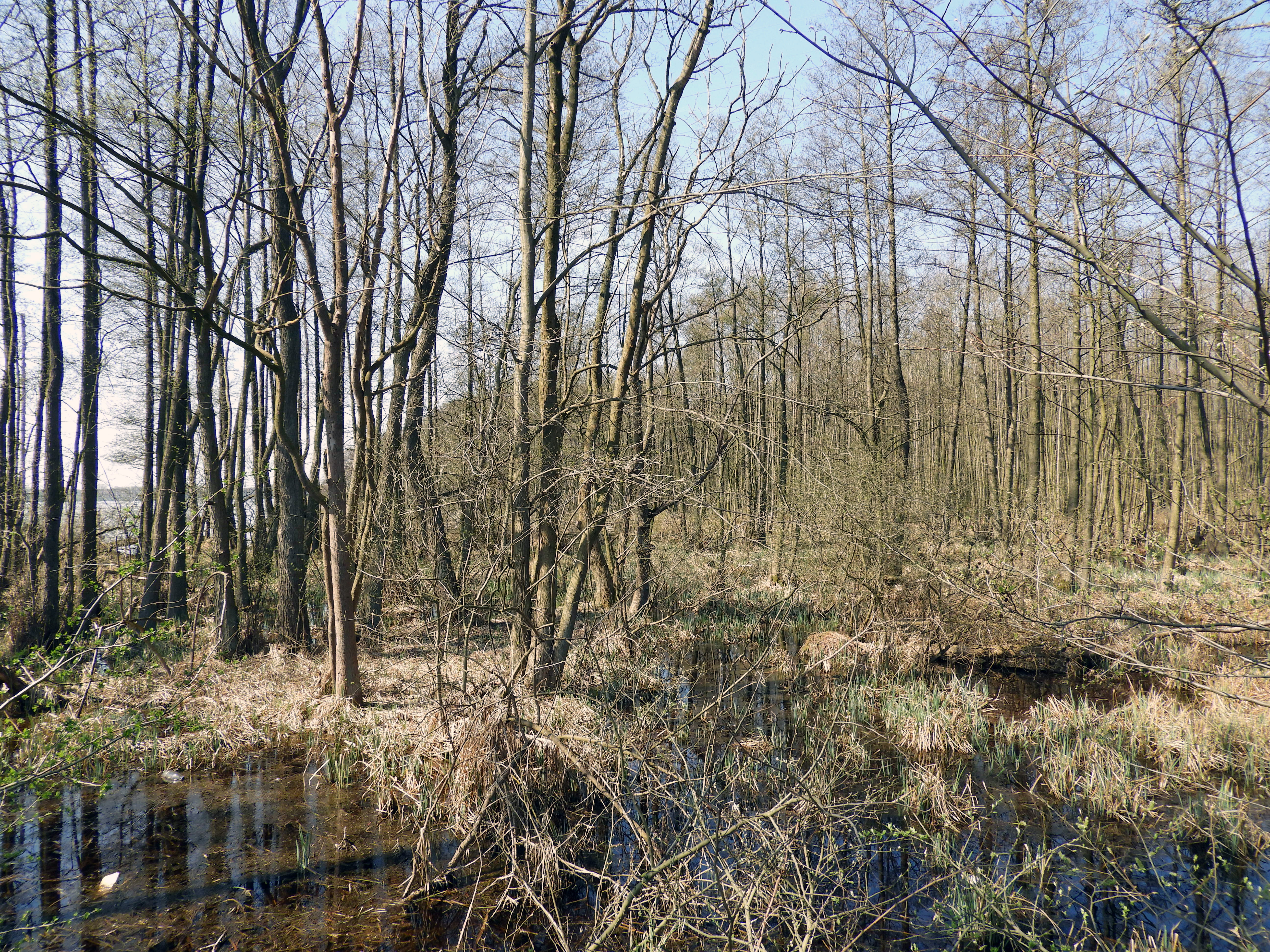
Blick vom Paulsdamm auf das Schutzgebiet

Das Naturschutzgebiet Ramper Moor ist ein 100 Hektar umfassendes Naturschutzgebiet in Mecklenburg-Vorpommern, welches eine Halbinsel im Schweriner See mit angrenzenden Uferbereichen umfasst. Der namensgebende Ort Rampe befindet sich einen Kilometer östlich. Die Unterschutzstellung erfolgte am 10. Oktober 1979 (Erweiterung am 22. März 1982) mit dem Ziel, ein kalkreiches Verlandungsmoor und ehemaligen Wiesenflächen zu erhalten.
Das Naturschutzgebiet ist nach EU-Recht als FFH-Gebiet und Vogelschutzgebiet eingestuft.
Der aktuelle Gebietszustand wird als befriedigend angesehen, da seit Aufgabe der Wiesenflächen verschiedene wertvolle Offenstandorte verschwinden. Die Kalkstiche werden im Sommer trotz Verbot von Sportbooten befahren, was sich nachteilig auf die Vogelwelt auswirkt. Es existieren keine öffentlichen Wege im Gebiet. Seeseitig weisen Tonnen auf die Grenze des Schutzgebiets hin.

## Geschichte
Das Ramper Moor entstand durch Jahrtausende währende Verlandungsprozesse nach der letzten Eiszeit. Im Bereich des heutigen Schutzgebietes strömt kalkhaltiges Grundwasser aus der umliegenden Grundmoräne in den Schweriner See. Der gelöste Kalk fällt aus und bildete bis zu 10 Meter mächtige Schichten aus Seekreide. Im 19. Jahrhundert wurden diese Schichten stellenweise in den noch heute sichtbaren Kalkstichen zur Düngung landwirtschaftlicher Flächen abgebaut. Bis in das Jahr 1958 wurden die Wiesen als Streuwiesen genutzt. Die sich anschließend ausbreitenden Gehölze werden durch jährliche Pflegemaßnahmen zurückgedrängt.

## Pflanzen- und Tierwelt
Die Halbinsel ist mit Gehölzen aus Weiden und Erlen bestanden. In feuchteren Lagen sind Wasserfeder, Wasser-Schwertlilie und Sumpfsegge zu finden. Auf den freien Wiesenflächen wachsen Orchideen wie Sumpf-Sitter, Steifblättriges und Geflecktes Knabenkraut. Zahlreiche Amphibienarten kommen vor, darunter Moor-, Gras- und Wasserfrosch, Erdkröte, Ringelnatter und Waldeidechse. Brutvögel im Gebiet sind Bekassine, Habicht, Waldkauz, Seeadler und Sprosser. Weiterhin existiert eine Kormorankolonie. Säugetiere im Gebiet sind Wasserfledermaus, Fischotter, Baummarder, Wildschweine, Wasserspitzmaus sowie Rötel- und Waldmaus.